# Trinity Health Stadium
Le Trinity Health Stadium (anciennement Dillon Stadium) est un stade omnisports américain (servant principalement pour le football américain et le soccer) situé dans la ville de Hartford, dans le Connecticut.
Le stade, doté de 5 500 places et inauguré en 1935, sert d'enceinte à domicile aux équipes de soccer de l'Athletic de Hartford et de l'AC Connecticut.
Il porte le nom de John Dillon, entraîneur de football américain à l'origine de la construction du stade, jusqu'en mars 2022.

## Histoire
Le stade ouvre ses portes en 1935.
En 1964 sont ajoutés au stade un système de lumière, pour accueillir les matchs nocturnes de l'équipe de football américain des Charter Oaks de Hartford.
En 2019, les équipes féminines et masculines des Huskies du Connecticut disputent leur saison au stade, après avoir disputés quelques matchs au Al-Marzook Field at Alumni Stadium,.
Le 17 mars 2022, Trinity Health of New England et l'Athletic de Hartford ont annoncé un accord de droits de dénomination « à long terme » pour le stade. Le Dillon Stadium est rebaptisé Trinity Health Stadium.

## Événements

### Matchs internationaux de football
| Date             | Compétition  | Équipes                          | Score | Affluence |
| ---------------- | ------------ | -------------------------------- | ----- | --------- |
| 9 septembre 1973 | Match amical | États-Unis — Bermudes            | 1-0   | 4 200     |
| 21 juin 1975     | Match amical | Hartford Bicentennials — Pologne | 0-2   | 10 746    |
| 17 août 2019     | Match amical | Hartford Athletic — Porto Rico   | 5-1   | 4 685     |

### Matchs internationaux de rugby à XV
| Date           | Compétition                                           | Équipes                 | Score | Affluence |
| -------------- | ----------------------------------------------------- | ----------------------- | ----- | --------- |
| 19 juin 1982   | Match amical                                          | États-Unis — Angleterre | 0-59  | 9 000     |
| 18 mai 1991    | Test match                                            | États-Unis — Écosse     | 12-41 | —         |
| 3 juillet 2004 | Test match (Tournée américaine de l'équipe de France) | États-Unis — France     | 31-39 | —         |

### Concerts
Le 27 juin 1966, les Rolling Stones jouent au Dillon Stadium, précédés par The McCoys (et leur guitariste Rick Derringer). Vers la fin de la performance des Stones, les fans se précipitent alors sur scène, ce qui provoque une coupure de l'électricité. Mick Jagger lance son micro dans la foule, et les Stones quittent la salle, alors que les fans commençaient à casser des chaises. La police finit par rassembler la foule vers les sorties.
Les Beach Boys jouent en concert au stade en 1972 puis en 1973.
Le 16 juillet 1972, les Grateful Dead jouent au Dillon Stadium, accompagnés par Dickey Betts, Berry Oakley et Jai Johanny Johanson des Allman Brothers. Leur performance du 31 juillet 1974 sort sous la forme d'un album intitulé Dave's Picks Volume 2.
| Date              | Artiste            | Première partie                                    | Tournée / Nom du concert              | Affluence |
| ----------------- | ------------------ | -------------------------------------------------- | ------------------------------------- | --------- |
| 27 juin 1966      | The Rolling Stones | The McCoys The Standells                           | The Rolling Stones American Tour 1966 | —         |
| 16 juillet 1972   | Grateful Dead      |                                                    | Summer 1972                           | 14 000    |
| 18 août 1972      | The Doors          | The Beach Boys The Kinks Phlorescent Leech & Eddie |                                       | 14 000    |
| 25 septembre 1972 |                    | Yes                                                | Close to the Edge Tour                | —         |
| 17 août 1973      | Santana            |                                                    | Caravanserai Tour                     | —         |
| 31 juillet 1974   | Grateful Dead      |                                                    | Summer 1974                           | 20 000    |